# Siphocampylus krauseanus
Siphocampylus krauseanus är en klockväxtart som beskrevs av Franz Elfried Wimmer. Siphocampylus krauseanus ingår i släktet Siphocampylus och familjen klockväxter.
Artens utbredningsområde är Peru. Inga underarter finns listade i Catalogue of Life.